# Mats Lundeholm
Mats Lundeholm, född 4 september 1954, är hovrättslagman i Göta hovrätt och var tidigare hovrättsråd i samma hovrätt.
Han uppmärksammades när han var med och avkunnade den friande domen i februari 2010 mot 18-åringen som misstänktes för och erkände knivdådet på Peder Forsell i Mariestad som begicks våren 2009.